# 索维尔 (阿登省)
索维尔（法語：Sauville，法語發音：[sovil] ⓘ）是法国阿登省的一个市镇，属于武济耶区。

## 地理
索维尔（49°33'19"N, 4°47'36"E）面积14.76 平方千米，位于法国大東部大區阿登省，该省份为法国北部内陆省份，西接埃纳省，南至马恩省，东临默兹省，北与比利时接壤。
与索维尔接壤的市镇（或旧市镇、城区）包括：旺德雷斯、拜龙埃塞桑维龙、塔奈-勒蒙迪约。

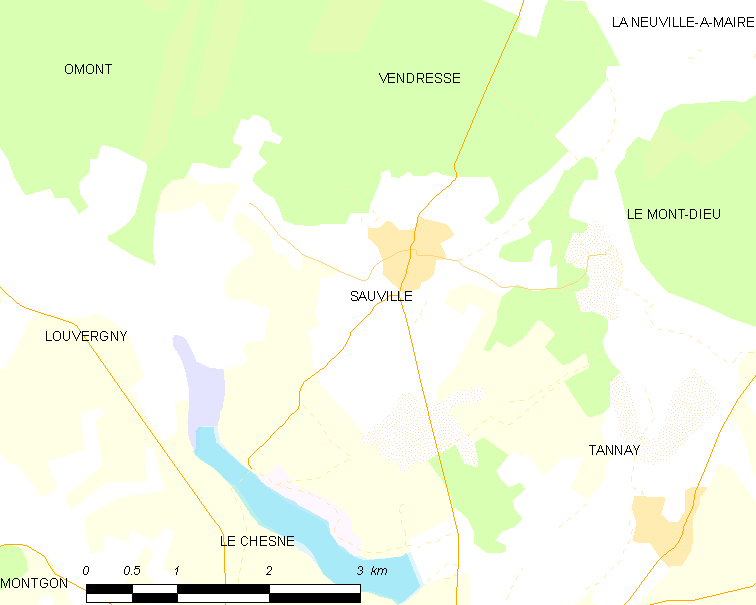
的OSM定位图

索维尔的时区为UTC+01:00、UTC+02:00（夏令时）。

## 行政
索维尔的邮政编码为08390，INSEE市镇编码为08405。

## 政治
索维尔所属的省级选区为武济耶县。

## 人口

1962-2008年间人口变化图示

索维尔于2022年1月1日时的人口数量为240人。